# Bianchi Tipo D
Der Bianchi Tipo D ist ein Pkw-Modell. Hersteller war Bianchi aus Italien. Als Vorgänger kann der Bianchi 24/40 HP angesehen werden.

## Beschreibung
Das Fahrzeug wurde 1906 zusammen mit dem Bianchi Tipo C auf dem Turiner Autosalon präsentiert. Er hatte ebenfalls einen Vierzylindermotor mit jeweils zwei paarweise gegossenen Zylindern. Zunächst ist im 28/40 HP 6720 cm³ Hubraum angegeben, allerdings lässt sich damit weder Zylinderbohrung noch Kolbenhub errechnen. Bianchi verwendete damals Langhuber und Zylinderabmessungen, die auf volle Zentimeter, selten auf halbe Zentimeter lauteten.
Für 1907 ist ein 35/45 HP (auch 35-45 HP) als Phaeton überliefert. Außerdem gab es zu dieser Zeit einen Doppelphaeton.
Bereits 1908 erschien die Colonial-Ausführung America für schlechtere Straßen. Hier sind explizit SV-Ventilsteuerung, 130 mm Bohrung, 160 mm Hub, 8495 cm³ Hubraum und die Zusatzbezeichnung 40/50 HP angegeben. Letzteres ist ein Hinweis auf die ungefähre Motorleistung von 40 bis 50 PS. Die reale Motorleistung lag bei 70 PS. Das Getriebe war an der Hinterachse eingebaut und leitete die Motorleistung über Ketten an die Hinterräder weiter. 100 km/h Höchstgeschwindigkeit waren angegeben.
Im 1913er Katalog für Frankreich fehlte das Modell.
1914 stand nur das Colonial-Modell D America als 40/50 HP im Katalog. Das Fahrgestell hatte 330 cm Radstand, 160 cm Spurweite und wog etwa 1250 kg. Modellpflege hatte zu einem Monoblockmotor geführt.
Im Katalog vom 31. Dezember 1915 wurde das Modell nicht mehr angeboten.
Der Absatz dieses Modells blieb gering.
In Großbritannien wurden Fahrzeuge mit den letztgenannten Zylinderabmessungen von 1912 bis 1913 als 40/50 HP und 1914 als 40/60 HP angeboten, jeweils mit 41,9 RAC Horsepower eingestuft.